# Matthijs Brouwer
Matthijs Christian Brouwer (* 1. Juli 1980 in Raamsdonk, Geertruidenberg) ist ein ehemaliger niederländischer Hockeyspieler, der bei den Olympischen Spielen 2004 die Silbermedaille gewann. Er war Weltmeisterschaftsdritter 2002 sowie Europameister 2007 und Europameisterschaftszweiter 2005.

## Sportliche Karriere
Der 1,85 m große Matthijs Brouwer bestritt 211 Länderspiele für die niederländische Nationalmannschaft. Er erzielte 68 Länderspieltore. Der Stürmer debütierte 2000 in der Nationalmannschaft. Im März 2002 bei der Weltmeisterschaft in Kuala Lumpur unterlagen die Niederländer im Halbfinale der australischen Mannschaft, im Spiel um die Bronzemedaille bezwangen die Niederländer die Südkoreaner in der Verlängerung. Im Jahr darauf bei der Europameisterschaft in Barcelona unterlagen die Niederländer im Halbfinale der spanischen Mannschaft mit 2:5 und verloren auch das Spiel um den dritten Platz im Siebenmeterschießen gegen das englische Team. 2004 bei den Olympischen Spielen in Athen gewannen die Niederländer ihre Vorrundengruppe und siegten im Halbfinale mit 3:2 über die deutsche Mannschaft. Im Finale unterlagen die Niederländer den Australiern mit 1:2 nach Sudden Death durch ein Tor von Jamie Dwyer in der Verlängerung.
Bei der Europameisterschaft 2005 in Leipzig gewannen die Niederländer ihre Vorrundengruppe mit einem 2:1 über Spanien. Nach einem 5:1-Halbfinalsieg über die belgische Mannschaft trafen die Niederländer im Finale erneut auf die Spanier und verloren mit 2:4. 2006 belegten die Niederländer bei der Weltmeisterschaft in Mönchengladbach den siebten Platz. Im Jahr darauf bei der Europameisterschaft in Manchester gewannen die Niederländer ihre Vorrundengruppe vor den Spaniern. Im Halbfinale bezwangen sie die Belgier mit 7:2 und im Finale gegen die Spanier gewannen die Niederländer mit 3:2 durch zwei Tore von Taeke Taekema und ein Tor von Matthijs Brouwer. Bei den Olympischen Spielen 2008 in Peking gewannen die Niederländer ihre Vorrundengruppe, unterlagen aber im Halbfinale dem deutschen Team im Penaltyschießen. Das Spiel um die Bronzemedaille verloren die Niederländer gegen die australische Mannschaft mit 2:6.
Matthijs Brouwer ist der Cousin von Ronald Brouwer, der ebenfalls zur niederländischen Mannschaft der 2000er-Jahre gehörte.